# Pavetta troupinii
Pavetta troupinii är en måreväxtart som beskrevs av Diane Mary Bridson. Pavetta troupinii ingår i släktet Pavetta och familjen måreväxter. Inga underarter finns listade i Catalogue of Life.